# Rajd Szwecji 1999
Rezultaty Rajdu Szwecji (48th International Swedish Rally), eliminacji Rajdowych Mistrzostw Świata w 1999 roku, który odbył się w dniach 12–14 lutego. Była to druga runda czempionatu w tamtym roku i jedyna na lodowym szutrze, a także druga w Production World Rally Championship. Bazą rajdu było miasto Karlstad. Zwycięzcami rajdu została fińska załoga Tommi Mäkinen i Risto Mannisenmäki w Mitsubishi Lancer Evo IV. Wyprzedzili oni Hiszpanów Carlosa Sainza i Luisa Moyę w Toyocie Corolli WRC oraz szwedzko-brytyjską załogę Thomasa Rådströma i Freda Gallaghera w Fordzie Focusie WRC. Z kolei w Production WRC zwyciężyli Finowie Jouko Puhakka i Jakke Honkanen w Mitsubishi Lancerze Evo IV.
Rajdu nie ukończyły dwie załoga fabryczne. Brytyjczyk Colin McRae w Fordzie Focusie WRC odpadł na 9. odcinku specjalnym z powodu awarii silnika. Z kolei Fin Marcus Grönholm w Seacie Córdobie WRC wycofał się na 2. odcinku specjalnym, również na skutek awarii silnika.

## Klasyfikacja ostateczna
| Miejsce                | Zawodnik               | Pilot                  | Samochód                     | Czas                   | Strata                 | Grupa                  | Punkty                 |                        |
| Klasyfikacja generalna | Klasyfikacja generalna | Klasyfikacja generalna | Klasyfikacja generalna       | Klasyfikacja generalna | Klasyfikacja generalna | Klasyfikacja generalna | Klasyfikacja generalna | Klasyfikacja generalna |
| ---------------------- | ---------------------- | ---------------------- | ---------------------------- | ---------------------- | ---------------------- | ---------------------- | ---------------------- | ---------------------- |
| 1.                     | Tommi Mäkinen          | Risto Mannisenmäki     | Mitsubishi Lancer Evo VI     | 3:29:15.6              |                        | A8 M                   | 10                     |                        |
| 2.                     | Carlos Sainz           | Luis Moya              | Toyota Corolla WRC           | 3:29:33.7              | +18.1                  | A8 M                   | 6                      |                        |
| 3.                     | Thomas Rådström        | Fred Gallagher         | Ford Focus WRC               | 3:29:53.4              | +37.8                  | A8 M                   | 4                      |                        |
| 4.                     | Didier Auriol          | Denis Giraudet         | Toyota Corolla WRC           | 3:29:55.9              | +40.3                  | A8 M                   | 3                      |                        |
| 5.                     | Richard Burns          | Robert Reid            | Subaru Impreza WRC           | 3:35:04.9              | +5:49.3                | A8 M                   | 2                      |                        |
| 6.                     | Juha Kankkunen         | Juha Repo              | Subaru Impreza WRC           | 3:35:10.0              | +5:54.4                | A8 M                   | 1                      |                        |
| 7.                     | Pasi Hagström          | Tero Gardemeister      | Toyota Corolla WRC           | 3:37:39.6              | +8:24.0                | A8                     |                        |                        |
| 8.                     | Markko Märtin          | Toomas Kitsing         | Ford Escort WRC              | 3:38:57.6              | +9:42.0                | A8                     |                        |                        |
| 9.                     | Freddy Loix            | Sven Smeets            | Mitsubishi Carisma GT Evo VI | 3:39:21.8              | +10:06.2               | A8 M                   |                        |                        |
| 10.                    | Bruno Thiry            | Stéphane Prévot        | Subaru Impreza WRC           | 3:39:48.9              | +10:33.3               | A8 M                   |                        |                        |
| PWRC                   |                        |                        |                              |                        |                        |                        |                        |                        |
| 1. (13.)               | Jouko Puhakka          | Jakke Honkanen         | Mitsubishi Lancer Evo IV     | 3:39:48.9              |                        | N4                     | 10                     |                        |
| 2. (14.)               | Sti-Olov Walfridsson   | Jan Svanström          | Mitsubishi Lancer Evo IV     | 3:44:59.9              | +11.4                  | N4                     | 6                      |                        |
| 3. (17.)               | Jani Paasonen          | Arto Kapanen           | Mitsubishi Carisma GT Evo IV | 3:46:58.7              | +2:10.2                | N4                     | 4                      |                        |
| 4. (18.)               | Manfred Stohl          | Peter Müller           | Mitsubishi Lancer Evo V      | 3:49:07.4              | +4:18.9                | N4                     | 3                      |                        |
| 5. (19.)               | Mats Karlsson          | Arne Hertz             | Mitsubishi Lancer Evo III    | 3:49:33.8              | +4:45.3                | N4                     | 2                      |                        |
| 6. (20.)               | Gustavo Trelles        | Martin Christie        | Mitsubishi Lancer Evo V      | 3:50:01.5              | +5:13.0                | N4                     | 1                      |                        |
| 2L WRC                 |                        |                        |                              |                        |                        |                        |                        |                        |
| 1. (22.)               | Harry Joki             | Ingemar Karlsson       | Volkswagen Golf III GTi 16V  | 3:51:20.1              | -                      | A7                     |                        |                        |
| 2. (34.)               | Andreas Eriksson       | Patrick Henriksson     | Volkswagen Golf III GTi 16V  | 4:05:48.1              | +14:28.0               | A7                     |                        |                        |
| 3. (58.)               | Anders Floren          | Curt Rosen             | Volkswagen Golf III GTi 16V  | 4:41:40.3              | +50:20.2               | N3                     |                        |                        |

1. ↑  Litera M przy oznaczeniu grupy do której należy samochód oznacza, iż tylko ci kierowcy zdobywali punkty dla swoich zespołów liczonych w klasyfikacji producentów na koniec sezonu.

## Zwycięzcy odcinków specjalnych
| Dzień      | Odcinek | G. rozp. | Nazwa          | Długość  | Zwycięzca       | Czas    | Lider rajdu   |
| ---------- | ------- | -------- | -------------- | -------- | --------------- | ------- | ------------- |
| 1 (12 LUT) | SS1     | 10:38    | Malta          | 11.88 km | Carlos Sainz    | 5:56.8  | Carlos Sainz  |
| 1 (12 LUT) | SS2     | 11:24    | Sunnemo        | 30.87 km | Tommi Mäkinen   | 15:17.5 | Tommi Mäkinen |
| 1 (12 LUT) | SS3     | 12:52    | Hamra          | 30.69 km | Tommi Mäkinen   | 16:30.9 | Tommi Mäkinen |
| 1 (12 LUT) | SS4     | 13:55    | Torsby         | 4.00 km  | Carlos Sainz    | 2:13.4  | Tommi Mäkinen |
| 1 (12 LUT) | SS5     | 15:03    | Bjalverud      | 21.58 km | Thomas Rådström | 11:07.8 | Tommi Mäkinen |
| 1 (12 LUT) | SS6     | 15:39    | Mangen         | 22.09 km | Carlos Sainz    | 12:30.8 | Carlos Sainz  |
| 1 (12 LUT) | SS7     | 17:41    | Langjohanstorp | 19.44 km | Carlos Sainz    | 10:00.7 | Carlos Sainz  |
| 1 (12 LUT) | SS8     | 19:08    | Kalvholmen     | 2.10 km  | Tommi Mäkinen   | 1:48.2  | Tommi Mäkinen |
| 2 (13 LUT) | SS9     | 10:18    | Sagen 1        | 14.76 km | Tommi Mäkinen   | 8:01.9  | Tommi Mäkinen |
| 2 (13 LUT) | SS10    | 11:07    | Fredriksberg   | 27.83 km | Tommi Mäkinen   | 16:15.6 | Tommi Mäkinen |
| 2 (13 LUT) | SS11    | 13:13    | Nyhammar       | 27.79 km | Tommi Mäkinen   | 14:49.7 | Tommi Mäkinen |
| 2 (13 LUT) | SS12    | 15:24    | Jutbo          | 47.65 km | Tommi Mäkinen   | 27:36.7 | Tommi Mäkinen |
| 2 (13 LUT) | SS13    | 17:30    | Skog           | 22.82 km | Carlos Sainz    | 12:57.7 | Tommi Mäkinen |
| 2 (13 LUT) | SS14    | 18:30    | Lugnet         | 2.00 km  | Tommi Mäkinen   | 1:58.2  | Tommi Mäkinen |
| 3 (14 LUT) | SS15    | 08:03    | Stromsdal      | 13.93 km | Tommi Mäkinen   | 6:51.8  | Tommi Mäkinen |
| 3 (14 LUT) | SS16    | 08:56    | Rammen 1       | 23.81 km | Carlos Sainz    | 12:24.6 | Tommi Mäkinen |
| 3 (14 LUT) | SS17    | 10:49    | Sagen 2        | 14.76 km | Didier Auriol   | 7:59.1  | Tommi Mäkinen |
| 3 (14 LUT) | SS18    | 11:42    | Rammen 2       | 23.81 km | Carlos Sainz    | 12:22.7 | Tommi Mäkinen |
| 3 (14 LUT) | SS19    | 14:00    | Mangstorp      | 22.49 km | Didier Auriol   | 11:53.7 | Tommi Mäkinen |

## Klasyfikacja po 2 rundach
Tabele przedstawiają tylko pięć pierwszych miejsc.

### Kierowcy
| Lp. | Kierowca        | Pkt |
| --- | --------------- | --- |
| 1   | Tommi Mäkinen   | 20  |
| 2   | Juha Kankkunen  | 7   |
| 3   | Didier Auriol   | 7   |
| 4   | Carlos Sainz    | 6   |
| 5   | Thomas Rådström | 4   |

### Producenci
| Lp. | Producent                    | Pkt |
| --- | ---------------------------- | --- |
| 1   | Marlboro Mitsubishi Ralliart | 20  |
| 2   | Toyota Castrol Team          | 13  |
| 3   | Subaru WRT                   | 10  |
| 4   | Seat Sport                   | 5   |
| 5   | Ford Motor Co. Ltd.          | 4   |